# Emerson de Andrade Santos
Emerson de Andrade Santos (São Paulo, 25 april 1980), ook wel kortweg Emerson genoemd, is een voormalig voetballer uit Braziliaans. Sinds 2015 is hij niet meer als professioneel voetballer actief.